# Reaktivni artritis
Reaktivni artritis je vnetje sklepov, ki se pojavi nekaj dni do en mesec po različnih okužbah kje drugje v telesu. Spada med spondiloartritise (poleg ankilozirajočega spondilitisa, psoriatičnega artritisa, enteropatičnega artritisa), za katere so značilni sorodna klinična slika, odsotnost revmatoidnega dejavnika, rentgenske spremembe ter genetsko ozadje.
Značilen je trias simptomov: vnetni artritis velikih sklepov, vnetje oči (konjunktivitis ali uveitis) in uretritis pri moških oziroma cervicitis pri ženskah. Po določenih črevesnih ali spolnih okužbah se lahko pojavi reaktivni artritis, ki se kaže le z vnetjem sklepov. Pri bolnikih se lahko pokažejo tudi spremembe na koži in sluznicah in luskavici podobne kožne lehe (npr. circinatni balanitis). Lahko pride tudi do bolečega  entezitisa (vnetja prirastišča kite na kost) ahilove tetive. Vsi bolniki nimajo izraženih vseh simptomov.
Reaktivni artritis je s HLA-B27 povezan artritis, ki ga sprožijo zlasti nekatere genitourinarne ali črevesne okužbe. Najpogostejši sprožitelj reaktivnega artritisa so črevesne okužbe (Salmonella, Shigella ali Campylobacter) in spolno prenosljive okužbe (Chlamydia trachomatis), lahko pa se pojavi tudi po okužbi s streptokoki skupine A.
Najpogosteje se pojavi med starostjo 20 in 40 let, pogostejši je pri moških kot pri ženskah in pri belcih kot pri črncih (gen HLA-B27 je bolj razširjen med belo populacijo). Lahko se pojavi v obliki epidemije. Bolniki s hivom so dovzetnejši za pojav reaktivnega artritisa.